# Lê Văn Khôi
Lê Văn Khôi (chữ Hán: 黎文𠐤; ? – 1834) tên thật là Bế - Nguyễn Nghê, còn được gọi là Hai Khôi, Nguyễn Hựu Khôi (阮佑𠐤) hay Bế Khôi, là con nuôi của Lê Văn Duyệt và là người thủ lĩnh cuộc nổi dậy chống lại nhà Nguyễn ở thành Phiên An (nay thuộc Thành phố Hồ Chí Minh, Việt Nam).

## Thân thế & sự nghiệp
Căn cứ Tộc phả Bế-Nguyễn, ông tổ đời thứ 9 của Lê Văn Khôi, vốn họ Nguyễn tức Nguyễn Tông Thái. Đời ông tổ đời thứ 8 đổi theo họ tổ mẫu (họ mẹ), gọi là Bế Công. Đến ông tổ đời thứ 5, vì có công dẹp nhà Mạc nên đời đời tập chức phiên thần, cai quản địa phương và trở thành dòng họ lớn ở Cao Bằng.
Đến tháng 9 năm Canh Thân (1740), năm đầu Cảnh Hưng, vua Lê Hiển Tông lại cho đổi làm họ Bế-Nguyễn.
Cũng theo tộc phả này, Lê Văn Khôi là con trai Bế Kiện. Khi đi tòng quân, Bế Kiện "lấy họ Nguyễn Hựu, sau đổi theo họ Lê của (Lê Văn) Duyệt" . Ông là người cao lớn, dũng mãnh, ăn nhiều, tính hay khôi hài, tài võ xuất chúng...Về võ nghệ, tương truyền khi vào Gia Định, có lần Lê Văn Khôi dùng tay không chống lại cọp dữ cho sứ thần nước Xiêm xem. Về tài văn, bổn tuồng San hậu, có nhiều đoạn do ông nhuận sắc.

### Theo Lê Văn Duyệt
Sách Đại Nam chính biên liệt truyện chép: 
Năm Gia Long thứ 18 (1819), ở hai trấn Thanh Nghệ và Thanh Bình (nay đổi là Ninh Bình), Thiên Quan (tên phủ, nay đổi là Nho Quan), những lưu dân, thổ phỉ tụ họp nhau làm giặc, quan sở tại không kiềm chế nổi, vua sai Tả quân Lê Văn Duyệt tới đó kinh lược. (Khi ấy) Khôi mộ quân lệ thuộc dưới trướng, đánh dẹp thường có công. Duyệt yêu mến dùng làm nanh vuốt.
Sử gia Trần Trọng Kim cho biết chi tiết:
Lê Văn Khôi, khởi binh làm loạn, bị quan quân đuổi đánh, mới chạy vào Thanh Hóa, gặp Lê Văn Duyệt xin đầu thú. Ông Duyệt tin dùng cho làm con nuôi, đổi tên họ là Lê Văn Khôi, rồi đem về Gia Định cất nhắc cho làm đến phó vệ úy.
Nhưng theo GS. Nguyễn Phan Quang tìm hiểu thì: Rất có thể Lê Văn Khôi rời Cao Bằng đi đến vùng thượng du Hòa Bình, Thanh Hóa (nơi vốn có mối quan hệ lâu đời với dòng họ của Lê Văn Khôi), nhằm liên kết với cuộc đấu tranh của các lang đạo họ Đinh, họ Quách của dân tộc Mường. Và Lê Văn Khôi đã đi theo Lê Văn Duyệt vào khoảng thời gian lãnh tụ Quách Tất Thúc và hai con đầu hàng Duyệt và được Duyệt cho theo quân thứ.

### Khởi binh chống nhà Nguyễn
Bài chính: Cuộc nổi dậy Lê Văn Khôi
Năm 1832, Tổng trấn Lê Văn Duyệt mất vì bệnh, vua Minh Mạng vốn không bằng lòng ông từ trước, liền cho bãi chức tổng trấn thành Gia Định, chia vùng đất miền Nam do ông cai quản ra làm 6 tỉnh (Nam Kỳ lục tỉnh), cắt đặt quan lại vào thay và dựng lên vụ án Lê Văn Duyệt...
Trong những quan lại ấy có Nguyễn Văn Quế làm Tổng đốc, Bạch Xuân Nguyên làm Bố chính, Nguyễn Chương Đạt làm Án sát. Và, vốn là người tham lam, tàn ác; nên khi đến làm bố chính ở Phiên An, Bạch Xuân Nguyên nói rằng phụng mật chỉ truy xét việc riêng của Lê Văn Duyệt, rồi đòi hỏi chứng cớ, trị tội bọn tôi tớ của ông Duyệt ngày trước (trong số đó có Lê Văn Khôi bị cầm tù).
Đến đêm ngày 18 tháng 5 năm Quý Tỵ (tức 5 tháng 7 năm 1833), Lê Văn Khôi cùng với 27 người lính hồi lương vào dinh quan bố, giết cả nhà Bạch Xuân Nguyên, người trực tiếp lo vụ án Lê Văn Duyệt. Nguyễn Văn Quế đem người đến cứu, chúng cũng giết nốt. Còn quan án Đạt thì chạy thoát được. Phó lãnh binh Phiên An là Giả Tiến Chiêm đem hơn 400 lính chống lại nhưng bị thua phải bỏ chạy. 
Sau đó, Lê Văn Khôi cho mở cửa tù, thả hết phạm nhân và phát khí giới cho họ. Ông tự xưng là Đại nguyên soái, phong quan tước cho thuộc hạ, rồi cùng lập một triều đình riêng.
Chiếm được thành Phiên An, Lê Văn Khôi sai Thái Công Triều đem quân đi lấy các tỉnh thành. Chỉ trong vòng chưa đầy một tháng, sáu tỉnh Nam Kỳ đều thuộc về quân nổi dậy.

### Thành Phiên An thất thủ
Hay tin, vua Minh Mạng liền cử Tống Phúc Lương, Nguyễn Xuân, Phan Văn Thúy, Trương Minh Giảng và Trần Văn Năng đem thủy bộ binh tượng vào đánh Lê Văn Khôi.
Địa chủ, phú hào các nơi dao động, không dám ủng hộ ông nữa. Tiếp đó, một tướng giỏi của ông là Thái Công Triều (quê Thừa Thiên, nguyên là vệ úy coi vệ biền binh ở Phiên An và là người được Khôi giao quản lĩnh phân nửa Nam Kỳ) cũng bất ngờ đầu hàng triều đình, khiến lực lượng nổi dậy suy yếu nhanh chóng. Nhân cơ hội này, các tướng nhà Nguyễn nhanh chóng thu phục lại các tỉnh đã mất. Lê Văn Khôi phải rút vào thành Phiên An cố thủ, rồi nhờ các giáo sĩ phương Tây sang Xiêm cầu viện. Vua Xiêm nhân muốn lấn đất Đại Nam nên điều quân sang giúp.
Đầu năm 1834, Lê Văn Khôi bị bệnh phù thũng, chết ở trong thành, không rõ bao nhiêu tuổi. Con trai ông là Lê Văn Cù mới 8 tuổi được cử lên thay. Tiền quân Nguyễn Văn Trắm được lĩnh nhiệm vụ chỉ huy quân lính trong thành.
Thành Phiên An cố thủ được tới ngày 16 tháng 7 năm Ất Mùi (tức 8 tháng 9 năm 1835), thì bị quân triều đình chia làm 8 mũi, tấn công ồ ạt vào thành. Quân nổi dậy chống cự không nổi, thành thất thủ. Nghĩa quân đưa Lê Văn Toản (1827-1908) là con trai Lê Văn Khôi lên thay. Vì cha bị Minh Mạng đàn áp, Lê Văn Toản phải đình chiến, xây ngôi mộ cha. Mười chín năm từ khi Lê Văn Khôi mất, Cao Bá Quát khởi nghĩa chống chính quyền Minh Mạng.

### Bị xử trị
Sách Đại Nam chính biên liệt truyện chép:
Tra xét nơi chôn thây tên nghịch Khôi, đào lấy xương đâm nát chia ném vào hố xí ở 6 tỉnh (Nam Kỳ) và cắt chia từng miếng thịt cho chó, đầu lâu thì đóng hòm đưa về kinh (Huế) rồi cùng đầu lâu những tên phạm khác bêu treo khắp chợ búa nam bắc, xong vất xuống sông. Còn bè đảng a dua không cứ già trẻ trai gái đều ở vài dặm ngoài thành chém ngay, rồi đào một hố to vất thây lấp đất, chồng đá làm gò dựng bia khắc: nơi bọn nghịch tặc bị giết, để tỏ quốc pháp.
Theo sử gia Trần Trọng Kim, thì số người gồm cả già trẻ, gái trai bị bắt ở thành Phiên An và đều bị chém chết là 1.831 người (con số này các sách ghi không thống nhất) chôn chung một chỗ, sau này gọi là Mả ngụy.

## Nhận xét
(Chỉ dùng để tham khảo)
M. Gaultier viết:
Không như các sử của triều Nguyễn đã nói Lê Văn Khôi chỉ là một kẻ phiến động tầm thường, có nhiều tham vọng và vô tư cách. Thực ra, Khôi là một người võ nghệ tuyệt luân, có nhân phẩm cao quý, có tài giao thiệp, có huyết khí cương cường, có tinh thần hào hiệp, biết chỉ huy...nên rất được những người chung quanh cảm mến. Nhờ vậy mà sau tiếng hô của Khôi hàng trăm ngàn gia đình dân chúng miền Nam vùng ngay dậy...
Đánh giá cuộc binh biến, nhóm tác giả sách Sài Gòn-Thành phố Hồ Chí Minh nêu ý kiến: 
Cuộc binh biến này, thực chất chỉ là một cuộc đảo chính quân sự của một tầng lớp thống trị địa phương, nhằm chống lại nhà nước phong kiến trung ương, chứ không phải là cuộc khởi nghĩa của nhân dân, mặc dù nó đã lôi cuốn được nhiều thành phần, như: giáo dân Thiên chúa, một số Hoa kiều, một số dân tộc ít người vùng Tây Ninh, binh lính quê ở miền Bắc, miền Trung, một số địa chủ, dòng dõi công thần và một số quan lại dưới quyền Lê Văn Duyệt...Nhưng cuộc binh biến chưa có biểu hiện nào cho thấy nó đã nổ ra vì nguyện vọng và vì lợi ích của đông đảo các tầng lớp nhân dân...
Tuy nhiên, GS. Nguyễn Phan Quang có ý kiến khác rằng: 
Có tác giả cho rằng cuộc nổi dậy Lê Văn Khôi là của những người theo đạo Gia Tô, do các giáo sĩ chủ mưu. Có tác giả lại nghĩ rằng đây chỉ là mưu đồ lật đổ của một phe phái trong tầng lớp thống trị chống Minh Mạng. Có ý kiến còn cho rằng đây là một cuộc bạo loạn, một mưu đồ phản động, phản dân tộc (!)...Xét những thành phần chính đi theo Lê Văn Khôi bao gồm: giáo dân, người Hoa, các dân tộc thiểu số (người Chăm, người Khmer, một số người dân tộc ở Tây Nguyên), quân "Hồi lương, Bắc thuận", và một số đông dân lục tỉnh...Vậy có thể nghĩ rằng ít nhất trong giai đoạn đầu, cuộc nổi dậy do Lê Văn Khôi khởi xướng đã gắn bó với phong trào đấu tranh của nông dân và của các dân tộc chống triều Nguyễn...Và từ mối quan hệ giữa hai cuộc nổi dậy của Lê Văn Khôi và của Nông Văn Vân, đã cho thấy họ có chung một ý đồ là cùng nổi dậy trong phạm vi cả nước nhằm lật đổ triều Nguyễn. Rõ ràng không phải Lê Văn Khôi nổi dậy chỉ nhằm mục đích trả thù cho Lê Văn Duyệt, càng không phải vì thân thuộc của Khôi ở Cao Bằng bị truy nã mà nổ ra cuộc nổi dậy của Nông Văn Vân..